# Championnat de Saint-Marin de football 1993-1994
Navigation
Saison précédente Saison suivante
La saison 1993-1994 de Serie A1 était la neuvième édition de la première division saint-marinoise.
Lors de celle-ci, le SP Tre Fiori a conservé son titre de champion face aux neuf meilleurs clubs saint-marinois lors d'une série de matchs se déroulant sur toute l'année.
Parmi les dix clubs participants, les deux derniers du classement ont été relégués en Serie A2 et les quatre premiers se sont retrouvés en playoffs en compagnie du meilleur club de seconde division.
Le SP Tre Fiori a été sacré champion de Saint-Marin pour la troisième fois.

## Les 10 clubs participants
| Club                | Ville          |
| ------------------- | -------------- |
| SC Faetano          | Faetano        |
| SP Cailungo         | Borgo Maggiore |
| SP Cosmos           | Serravalle     |
| SP Domagnano        | Domagnano      |
| SP Libertas         | Borgo Maggiore |
| SP Tre Fiori        | Fiorentino     |
| SS Folgore/Falciano | Serravalle     |
| SS Juvenes          | Serravalle     |
| SS Montevito        | Fiorentino     |
| SS Murata           | Saint-Marin    |

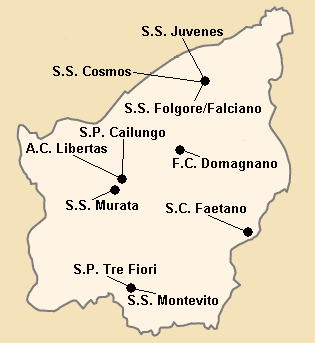
Localisation des clubs engagés dans le championnat.

En raison du peu de nombre de stades se trouvant sur le territoire de Saint-Marin, les matchs sont joués par tirage au sort sur un des six stades suivants :
- Stadio Olimpico (Serravalle)
- Campo di Fiorentino (Fiorentino)
- Campo di Acquaviva (Chiesanuova)
- Campo di Dogana (Serravalle)
- Campo Fonte dell'Ovo (Domagnano)
- Campo di Serravalle (Serravalle)

## Compétition

### Classement
| Rang | Équipe                  | Pts | J  | G  | N | P | Bp | Bc | Diff |
| ---- | ----------------------- | --- | -- | -- | - | - | -- | -- | ---- |
| 1    | SP Tre Fiori (T)        | 27  | 18 | 11 | 5 | 2 | 44 | 17 | +27  |
| 2    | SC Faetano (C)          | 24  | 18 | 9  | 6 | 3 | 19 | 15 | +4   |
| 3    | SP Domagnano            | 22  | 18 | 8  | 6 | 4 | 25 | 12 | +13  |
| 4    | SS Murata               | 20  | 18 | 7  | 6 | 5 | 23 | 23 | 0    |
| 5    | SS Juvenes              | 18  | 18 | 7  | 4 | 7 | 21 | 17 | +4   |
| 6    | SP Libertas             | 16  | 18 | 5  | 6 | 7 | 25 | 26 | -1   |
| 7    | SP Cosmos (P)           | 16  | 18 | 6  | 4 | 8 | 26 | 42 | -16  |
| 8    | SP Cailungo             | 14  | 18 | 4  | 6 | 8 | 20 | 30 | -10  |
| 9    | SS Folgore/Falciano (P) | 12  | 18 | 3  | 6 | 9 | 13 | 23 | -10  |
| 10   | SS Montevito            | 11  | 18 | 1  | 9 | 8 | 16 | 27 | -11  |

|     | Qualifié pour les playoffs             |
|     | Relégué en Serie A2                    |
| (T) | Tenant du titre 1992-1993              |
| (P) | Promu de Serie A2 en 1992-1993         |
| (C) | Vainqueur de la Coppa Titano 1993-1994 |

### Playoffs
Les quatre premiers du classement sont rejoints lors des playoffs par le meilleur club de Serie A2, le SP La Fiorita.
|  |                |                |              |           |           |               |               |               |                |                |               |                  |                  |                |  |               |                  |                  |             |  |  |        |        |        |
|  | Premier Tour   | Premier Tour   | Premier Tour |           |           |               | Deuxième Tour | Deuxième Tour | Deuxième Tour  |                |               | Troisième Tour   | Troisième Tour   | Troisième Tour |  |               | Demi-Finale      | Demi-Finale      | Demi-Finale |  |  | Finale | Finale | Finale |
|  |                |                |              |           |           |               |               |               |                |                |               |                  |                  |                |  |               |                  |                  |             |  |  |        |        |        |
|  | SP La Fiorita  | SP La Fiorita  | 3 5          |           |           |               | SP La Fiorita | SP La Fiorita | 1              |                |               | SP Domagnano     | SP Domagnano     | 1 3            |  |               |                  |                  |             |  |  |        |        |        |
|  | SC Faetano (C) | SC Faetano (C) | 3 4          |           |           |               | SP Domagnano  | SP Domagnano  | 2              |                |               | SP Tre Fiori (T) | SP Tre Fiori (T) | 1 5            |  |               |                  |                  |             |  |  |        |        |        |
|  |                |                |              |           |           |               |               |               |                |                |               |                  |                  |                |  |               | SP Tre Fiori (T) | SP Tre Fiori (T) | 2           |  |  |        |        |        |
|  |                |                |              |           |           |               |               |               |                |                | SP La Fiorita | SP La Fiorita    | 0 4              |                |  | SP La Fiorita | SP La Fiorita    | 0                |             |  |  |        |        |        |
|  | SC Faetano (C) | SC Faetano (C) | 3            |           |           | SP La Fiorita | SP La Fiorita | 2             |                |                | SP Domagnano  | SP Domagnano     | 0 2              |                |  |               |                  |                  |             |  |  |        |        |        |
|  |                |                |              | SS Murata | SS Murata | 1             |               |               | SC Faetano (C) | SC Faetano (C) | 1             |                  |                  |                |  |               |                  |                  |             |  |  |        |        |        |
|  |                |                |              |           |           |               |               |               |                |                |               |                  |                  |                |  |               |                  |                  |             |  |  |        |        |        |
|  | SP Domagnano   | SP Domagnano   | 3            |           |           |               |               |               |                |                |               |                  |                  |                |  |               |                  |                  |             |  |  |        |        |        |
|  | SS Murata      | SS Murata      | 1            |           |           |               |               |               |                |                |               |                  |                  |                |  |               |                  |                  |             |  |  |        |        |        |

## Bilan de la saison
| Tableau d'Honneur |              |
| Compétition       | Vainqueur    |
| Serie A1          | SP Tre Fiori |
| Coppa Titano      | SC Faetano   |
| Trophée Fédéral   | SP Tre Fiori |